# I. Ferdinánd román király
I. Ferdinánd román király (németül: Ferdinand Viktor Albert Meinrad von Hohenzollern-Sigmaringen; Sigmaringen, 1865. augusztus 24. – Szinaja, 1927. július 20.) 1914-től Románia királya. Ugyan a német Hohenzollern-házból származott és hitt a németek erejében, az első világháborúban mégis az antanthoz csatlakozott.

## Élete
I. Ferdinánd 1865. augusztus 24-én született Sigmaringenben. Apja Leopold von Hohenzollern-Sigmaringen herceg volt. Nagybátyja, I. Károly román király (akinek egyetlen saját gyermeke meghalt) 1889-ben örökbe fogadta, így Ferdinánd lett Románia trónörököse. 1893-ban Ferdinánd feleségül vette Mária edinburgh-i hercegnőt, Viktória brit királynő és II. Sándor orosz cár unokáját. Bár visszahúzódó, időnként habozó természetű ember volt, alaposan tájékozódott Románia katonai ügyeiben, és maga irányította a hadsereget a második Balkán-háborúban (1913). Amikor nagybátyja meghalt, ő követte Románia trónján, 1914. október 10-én.
Az első világháború elején várakozó álláspontra helyezkedett mielőtt véglegesen az antanthoz csatlakozott volna, 1916 augusztusában. A német válasz nem késett sokáig, az év végen már a román főváros, Bukarest is német kézre került, és a király kormányával együtt Jászvásárba menekült. A megszálló erők gyors előrenyomulása demoralizálta a román hadsereget, ezért 1917 áprilisában a román katonáknak ígéretet tett a földreformra. Ezzel elkerülte ugyan a forradalmi helyzet kialakulását, de olyan problémát gerjesztett, amelyet a háború utáni kormányok sohasem tudtak teljességgel megoldani.
Románia 1918 márciusában kénytelen volt letenni a fegyvert a központi hatalmak csapatai előtt, de novemberben ismét csatlakozott az antanthoz. A világháborút lezáró békeszerződések során Romániához csatolták Erdélyt, Bukovinát, a Bánság egy részét és Besszarábiát, ezzel a királyság területe megkétszereződött, és 1922 októberében Ferdinándot Gyulafehérváron az ország királyává koronázták.
1920-ban Ferdinánd királyi államcsínyt hajtott végre és Alexandru Averescu tábornokot helyezte a miniszterelnöki székbe. Az ő kormánya léptette életbe 1921-ben a király régen megígért földreformját. 1925-ben Ferdinánd arra kényszerítette fiát, a kicsapongó életmódot folytató Károly trónörököst, hogy mondjon le a trónnal kapcsolatos jogairól, és később a király akaratából ifjú unokája, Mihály herceg örökölte a trónt. 1927. július 20-án Szinajában hunyt el.
| Előző uralkodó: I. Károly | Román király 1914 – 1927 | Következő uralkodó: I. Mihály |